# Aéroport de Charlo
L'aéroport de Charlo (code IATA : YCL • code OACI : CYCL) est situé à 4,8 milles marins au sud-sud-ouest de Charlo, au Nouveau-Brunswick (Canada).
L'aéroport est considéré comme un port d'entrée par Nav Canada et compte des agents de l'Agence des services frontaliers du Canada. Les agents de l'ASFC à Charlo peuvent en fait accepter uniquement les avions civils de 15 passagers ou moins.